# Ева Касиди
Ева Мари Касиди (енгл. Eva Marie Cassidy; Вашингтон, 2. фебруар 1963 — Боуви, 2. новембар 1996) је била америчка певачица, позната по интерпретацијама музичких стандарда. Свирала је гитару. Године 1992. издала је свој први албум, The Other Side, сет дуета са го-го фанк певачем Чаком Брауном, а 1996. године уживо сниман соло албум Live at Blues Alley. Касиди је, у ствари, била непозната изван родног Вашингтона, када је умрла од меланома, 1996.
Четири године касније, Евина музика је привукла пажњу британске публике када је њена верзија песме Over the Rainbow на радију BBC Radio 2 пуштао ирски радио ветеран Тери Воган. Након изузетно позитивне реакције публике, снимак њеног наступа са истом песмом, у Блуз Алију, је пуштан у Би-би-сиевој емисији Top of the Pops 2. Убрзо, компилација Songbird се попела на врх топ-листе UK Albums Chart, скоро три године након њеног првог издања. Успех њених постхумних албума на британским топ-листама проширио се на цео свет, укључујући три прва места у Британији, а укупно се продало око осам милиона копија њених албума. Њена музика се такође попела међу првих десет и у Аустралији, Немачкој, Шведској, Норвешкој и Швајцарској.